# La Cage aux folles (film)
Pour les articles homonymes, voir La Cage aux folles (homonymie).
Série
La Cage aux folles 2
(1980)
Pour plus de détails, voir Fiche technique et Distribution.
La Cage aux folles est un film franco-italien d'Édouard Molinaro, adapté de la pièce de théâtre éponyme et sorti en 1978.
Succès commercial en France, il demeure également de 1980 à 1998 le film de langue étrangère le plus vu aux États-Unis,. 
Édouard Molinaro réalise une suite, La Cage aux folles 2, basée sur un scénario original en 1980. Un troisième volet réalisé par Georges Lautner, La Cage aux folles 3, sort en salles en 1985.

## Synopsis
Renato Baldi et Albin Mougeotte sont un couple homosexuel presque sans histoire, à part les caprices récurrents d'Albin. Ils possèdent un cabaret de travestis, La Cage Aux Folles, dont Albin est l’artiste principal, sous le pseudonyme de Zaza Napoli.
Renato a eu jadis une brève liaison avec une femme, dont est né un fils, Laurent. Ce dernier rend visite à son père et lui apprend qu'il a l'intention de se marier avec sa petite amie, Andréa. Désolé comme tous les parents de « perdre » son fils mais malgré tout soulagé de savoir qu'il est hétérosexuel, Renato s'accommode de la situation. Le problème est qu'Andréa est la fille du député Simon Charrier, membre éminent du parti ultraconservateur « Union pour l'ordre moral » et père de famille particulièrement sévère. Pour ne pas choquer sa future belle-famille, Laurent demande à son père de jouer le jeu de la famille respectable. Renato accepte à contrecœur : cela implique d'éloigner Albin le temps de la rencontre entre les deux familles, ce que l'intéressé risque de très mal prendre.
Par ailleurs, Simon Charrier, en disgrâce à cause d'un scandale qui éclabousse son parti, voit dans le mariage de sa fille l'occasion de redorer son blason et est d'autant plus exigeant sur la future belle-famille de sa fille. Cela pousse Andréa, qui sait tout de la famille de Laurent, à mentir à son père pour ne pas le mettre en colère.
Après que Renato a tenté de ruser, sans résultat, pour éloigner Albin sans le fâcher, le conflit éclate au sein du couple. Renato est partagé entre l'envie d'aider son fils et son amour pour Albin, qui se sent rejeté. Renato va jusqu'à contacter la mère de Laurent, Simone, pour lui demander de se faire passer pour son épouse, ce qui vexe Albin. Renato finit par accepter qu'Albin reste pour la soirée, même s'il se doute, connaissant le caractère de son compagnon, que cela va compliquer les choses et rendre leur comédie beaucoup moins crédible.
Le jour de la réunion, au dernier moment, Albin décide, à l'insu de Renato et Laurent, de s’habiller en femme pour se faire passer pour la mère de ce dernier. M. et Mme Charrier, secrètement poursuivis par des journalistes, arrivent à la réunion et sont d'abord abusés. Ils ne savent pas qu'ils sont dans les murs de La Cage aux Folles, ce que les journalistes, eux, comprennent vite. À la suite d'une série de quiproquos et de l'arrivée inopinée de Simone, Charrier et son épouse découvrent la vérité, et qui sont vraiment leurs hôtes. Ils décident alors de s'en aller. Mais les journalistes, en quête de scoop, veulent les contraindre à sortir non pas par la porte de l'immeuble mais par la boîte de nuit pour les prendre en photo.
Effondré, Charrier croit sa carrière politique ruinée. Albin élabore un stratagème osé pour faire sortir l'homme politique et son épouse de La Cage aux folles sans éveiller les soupçons : les déguiser en habitués du cabaret afin de les rendre méconnaissables aux yeux des paparazzi (Mme Charrier en robe du soir et M. Charrier en travesti). Albin prend soin au préalable de conclure un marché avec le couple Charrier : donner leur bénédiction à l'union de leurs enfants contre une évasion discrète. Le stratagème fonctionne à merveille et le mariage a lieu.

## Fiche technique
- Titre français : La Cage aux folles
- Titre italien : Il vizietto[3]
- Réalisation : Édouard Molinaro
- Scénario : Francis Veber et Édouard Molinaro d'après la pièce de Jean Poiret
- Adaptation et dialogues : Jean Poiret, Francis Veber, Marcello Danon (de) et Édouard Molinaro
- Musique : Ennio Morricone
- Décors : Mario Garbuglia, assisté de Ferdinando Giovannoni et Tiziana Cassoni 
  - Tableaux naïfs de la collection Sonia Duska Barbieri
- Costumes : Ambra Danon
  - Costumes d'Ugo Tognazzi et Michel Serrault dessinés par Piero Tosi et réalisés par Carlo Palazzi.
- Photographie : Armando Nannuzzi
- Son : Mario Dallimonti
- Montage : Robert et Monique Isnardon
- Production : Marcello Danon (de)
- Sociétés de production : Les Artistes associés (Paris), Da Ma Produzione (Rome)
- Sociétés de distribution : Les Artistes associés
- Pays d'origine :  Italie /  France
- Langue de tournage : français / italien
- Format : Couleurs (Eastmancolor) - 35 mm - 1,75:1 - son stéréo
- Genre : Comédie
- Durée : 103 minutes
- Dates de sortie :
  - Italie : 20 octobre 1978
  - France : 25 octobre 1978
- Affiche : Jouineau Bourduge (France)

## Distribution
- Ugo Tognazzi (VF : Pierre Mondy) : Renato Baldi
- Michel Serrault (VI : Oreste Lionello) : Albin Mougeotte / « Zaza Napoli »
- Rémi Laurent : Laurent Baldi
- Claire Maurier : Simone Deblon, mère de Laurent
- Luisa Maneri (it) : Andréa Charrier, fiancée de Laurent
- Michel Galabru : Simon Charrier, député conservateur
- Carmen Scarpitta (VF : Martine Messager) : Louise Charrier, sa femme
- Benny Luke (VF : Greg Germain) : Jacob, « bonne » de Renato et Albin
- Venantino Venantini (VF : Roger Rudel) : le chauffeur de Charrier
- Carlo Reali : le videur
- Guido Cerniglia : le docteur
- Piero Mazzinghi : un journaliste
- Peter Boom (VF : Roger Souza) : un serveur au restaurant
- Giancarlo Pellegrini : un assistant de la boîte de nuit
- Angelo Pellegrino (it)[4] (VF : Jacques Balutin) : un assistant de la boîte de nuit
- Vinicio Diamanti (it) : Mercedes[5]
- Liana Del Balzo (VF : Jacqueline Porel) : Mme Charrier, mère de Simon
- Walter Lucchini[6] : le partenaire de Zaza, mâcheur de chewing-gum
- Margherita Horowitz (VF : Jacqueline Porel) : la secrétaire de Simone Deblon
- Bruno Sgueglia (VF : Pierre Garin) : un journaliste

## Production
Malgré le succès, la pièce n'a jamais été filmée en intégralité et aucun producteur français n'accepta de l'adapter au cinéma. C'est la raison du recours à une coproduction italienne, impliquant l'emploi de nombreux acteurs italiens en lieu et place de la distribution française, à commencer par Ugo Tognazzi à la place de Jean Poiret,.
Alors que son contrat le prévoyait, Ugo Tognazzi refusa au dernier moment de jouer en français, craignant d’être éclipsé par le rôle plus flamboyant de Michel Serrault, ce qui fut difficile pour ce dernier car comprenant mal l’italien.
Il fut doublé par Pierre Mondy,  ami de Jean Poiret et Michel Serrault, et également le premier metteur en scène de la pièce en 1974.
Le film a été tourné dans les studios de Cinecittà à Rome tout comme ses deux suites La Cage aux folles 2 (1980) et La Cage aux folles 3 (1985).

## Accueil
Le film remporte un gros succès public en France comme en Italie. Il a valu à Michel Serrault son premier César du meilleur acteur en 1979. Il en remportera deux autres par la suite: en 1982 pour Garde à vue et en 1996 pour Nelly et Monsieur Arnaud.
Le film est diversement accueilli dans le milieu gay, certains critiquant la mise en avant d'homosexuels caricaturalement efféminés, d'autres soulignant que le film met en scène un couple gay sympathique et ayant élevé un enfant délaissé par sa mère. 

### Box office
Le film a également été un succès commercial, demeurant de 1980 à 1998 le film en langue étrangère le plus vu aux États-Unis. Il a réalisé 5 406 614 entrées en France et 8 137 200 aux États-Unis, soit un total de 13 543 814 pour ces deux pays, auquel il faut ajouter 762 909 entrées en Hongrie (liste non exhaustive).
| La Cage aux folles | La Cage aux folles | La Cage aux folles | Sources |
| Pays               | Dates              | Entrées            | Sources |
| ------------------ | ------------------ | ------------------ | ------- |
| France             | 25 octobre 1978    | 5 406 614 entrées  |         |
| Italie             | 25 octobre 1978    | 6 600 000 entrées  | [ 12 ]  |
| États-Unis         | 30 mars 1979       | 8 137 200 entrées  | [ 11 ]  |
| Allemagne          | 19 janvier 1979    | 2 650 000 entrées  | [ 11 ]  |
| Espagne            | 7 mai 1979         | 487 442 entrées    | [ 13 ]  |
| Hongrie            | 27 mars 1980       | 762 909 entrées    | [ 10 ]  |
| Total              | Total              | 24 671 965 entrées |         |

Birdcage, remake américain de Mike Nichols sorti en 1996, avec Robin Williams et Gene Hackman, sera le neuvième film de l'année aux États-Unis avec 28 068 000 entrées.

## Distinctions

### Récompenses
- César 1979 : Meilleur acteur pour Michel Serrault
- Golden Globes 1980 : Meilleur film étranger

### Nominations
- Oscars 1980 : 
  - Meilleur réalisateur
  - Meilleurs costumes
  - Meilleure adaptation

## Autour du film
- Le personnage de Zaza est inspiré par Michou, célèbre directeur de cabaret[15] ;
- La petite amie de Laurent s'appelle Adrienne dans la version italienne, probablement parce qu'Andréa aurait prêté à confusion avec le prénom masculin italien Andrea.
- Ce film compte deux remakes, l'un américain et officiel intitulé Birdcage sorti en 1996 et réalisé par Mike Nichols, l'autre vietnamien intitulé Ngoi Nha Buom Buom (titre anglophone : Butterfly House) sorti en 2019 et réalisé par Huynh Tuan Anh, où l'auteur de la pièce, bien que fidèlement adaptée, n'est pas crédité.